# Luperina jelskii
Luperina jelskii là một loài bướm đêm trong họ Noctuidae.